# Salem Al Fakir
Lars Salem Al Fakir (27 d'Octubre 1981, Huddinge) és un músic suec guanyador de sis premis Grammis (l'equivalent suec dels premis Grammy estatunidencs). Ha publicat quatre discos en solitari, co-compost amb un gran nombre d'artistes suecs i internacionals i actualment forma part del duo Vargas & Lagola amb Vincent Pontare.

## Biografia
Salem al Fakir és fill de pare sirià i mare sueca. De petit va ser un nen prodigi del violí, i amb 12 anys va fer una gira per Rússia. Un cop va acabar la gira i va tornar a Suècia, va començar a estudiar piano, principalment jazz.

### Discografia en solitari
El mes d'Agost del 2006 va publicar un EP: Dream Girl que contenia cinc cançons que després apareixerien el seu àlbum debut. El seu primer àlbum pròpiament dit va arribar l'any següent i es va dir This is Who I am i va arribar a la primera posició de la llista d'àlbums sueca. El 18 de Març del 2009 va arribar Astronaut, el seu segon àlbum. En aquesta ocasió signava simplement amb el seu nom Salem, a diferència del seu primer i tercer albums. Al 2010 va arribar el seu tercer i últim àlbum en solitari: Ignore This, que va tornar a assolir el número 1 de la llista d'albums de Suècia. Aquest disc contenia Keep On Walking, la cançó amb què va representar a Suècia al festival d'Eurovisió.

### Composició per altres artistes
A partir del 2011, Salem Al Fakir es va centrar en compondre cançons amb altres artistes. La primera d'aquestes col·laboracions va ser en la cançó Silhouettes, d'Avicii, que Salem Al Fakir no només va co-compondre amb el DJ, sinó que també la va cantar. A partir d'aleshores va col·laborar regularment amb Avicii, en algunes cançons com Hey Brother o Without You només en la co-composició, mentre que en d'altres com You Make Me també hi va posar la veu.

## Cançons compostes per altres artistes

### 2012
Avicii - Silhouettes

### 2013
Avicii - You Make Me / Hey Brother
Veronica Maggio - Sergels torg / Jag lovar / Hela huset / Va kvar / Låtsas som det regnar / Hädanefter / Dallas / Bas gillar hörn / min bil
Petter - Mighty / Början på allt / April / Håll om mig / Tills döden skiljer oss åt / King / Maj / Arbete / Alla vet / Fristad / Juni / Sitter på en dröm / Minnen del II / Släpp mig fri

### 2014
Galantis - Smile
Mapei - Blame It On Me / As 1 / Second To None / Step Up
Wycleft Jean i Avicii - Divine Sorrow
Avicii - The Days

### 2015
Madonna - Heartbreak City / Wash All Over Me / Messiah / Rebel Heart
Galantis - Kill 'em with the Love / Call if You Need Me
Avicii - Waiting For Love
Seinabo Sey - Younger / Poetic / Hard Time / Easy / Words / Sorry / Still / Ruin / Burial / Pistols At Dawn

### 2016
MishCatt - Another Dimension
Veronica Maggio - Den första är alltid gratis / Vi mot världen / Pang pang

### 2017
Johnossi - On A Roll
Avicii - Without You / Friend Of Mine
Toby Randall - Hold Me Down
Axwell /\ Ingrosso - More Than You Know / Something New / This Time / Renegade / Sun is Shining / On My Way / Dreamer
Axwell - Barricade

### 2018
Seinabo Sey - I Owe You Nothing / Remember / Breathe
Ghost - Dance Macabre / Life Eternal
MagnusTheMagnus - It Don't Impress Me
Petter- Kliv på! / Lev nu dö sen